# 国際宇宙ステーションにおける船外活動の一覧

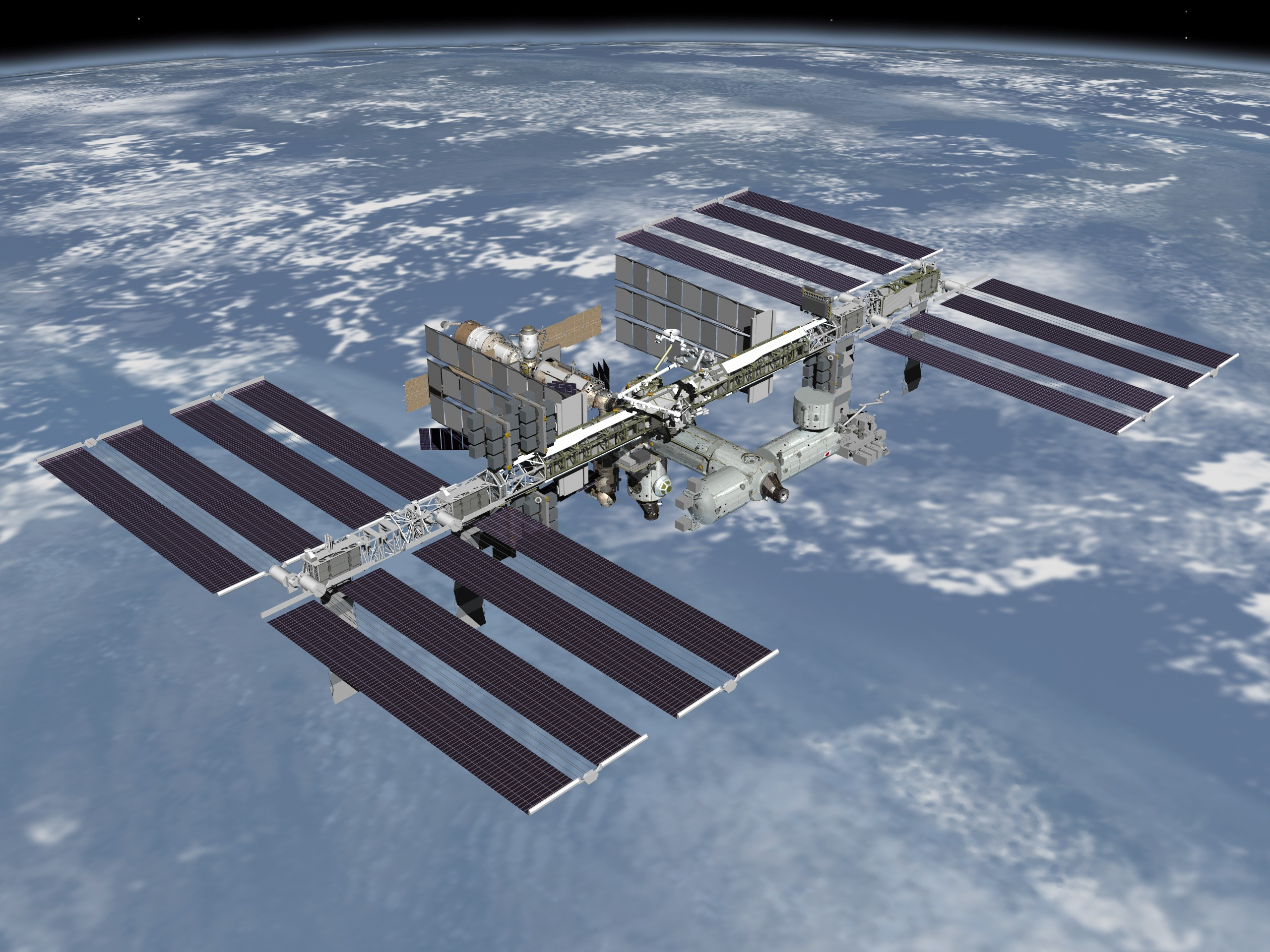
完成した国際宇宙ステーションのイメージ

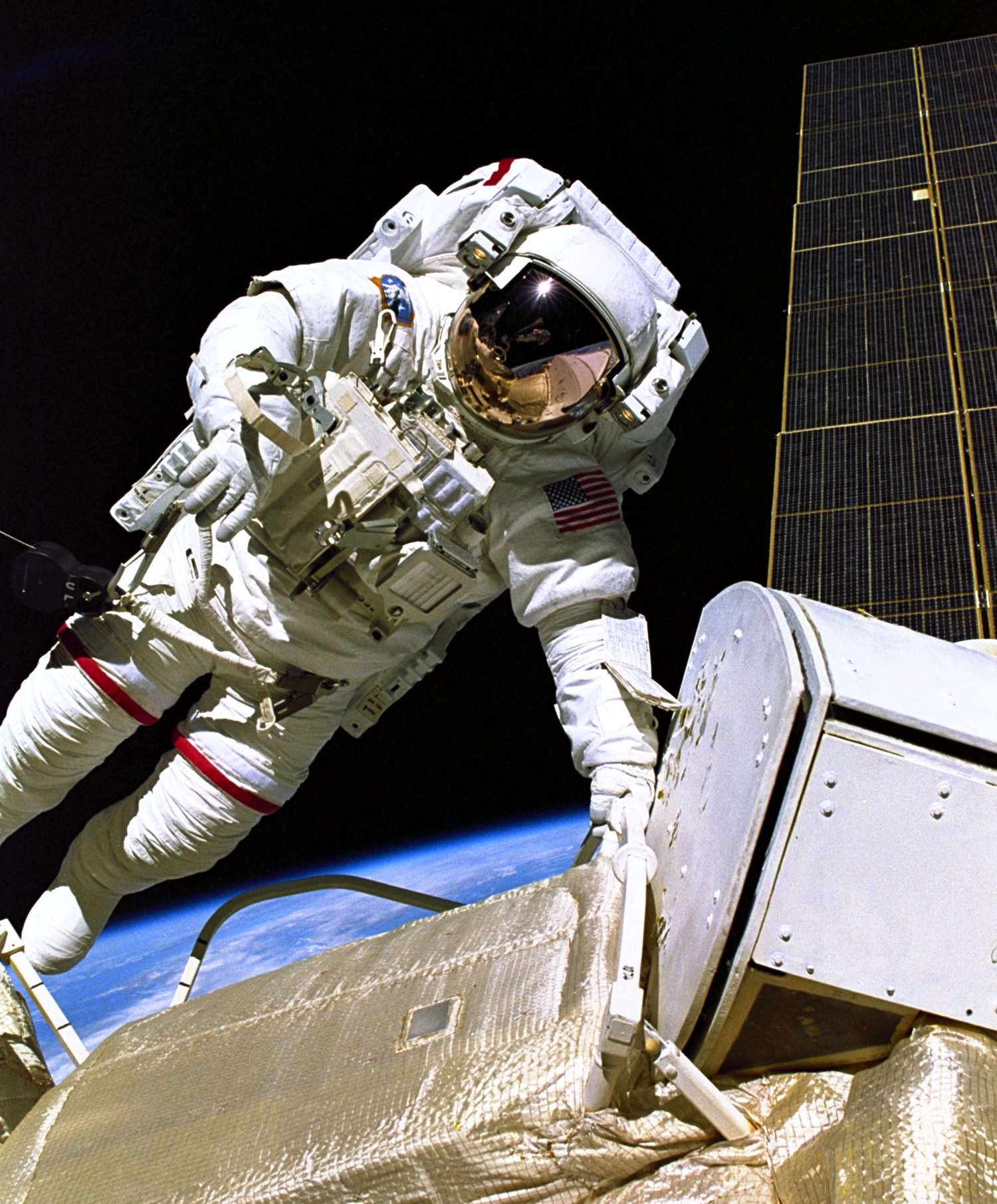
国際宇宙ステーション組立ての為の最初の船外活動を行うジェリー・ロス

国際宇宙ステーションにおける船外活動は、軌道上の国際宇宙ステーション(ISS)を組立て、維持するための主要な活動である。船外活動は、ISSへの新しい部品の取付け、システム、モジュール、装置の繋ぎ替え、科学機器の監視、取付け、取り外し等のために行われる。
宇宙での建設作業の複雑さから、各宇宙機関は宇宙飛行士を厳しく訓練し、船外活動の際に驚かないように準備するとともに、特殊な器具や装置の組立て方を教え、船外活動中の全ての活動を予め組み立てておく。1998年から2005年の間に、ISSの組立てのための37回のスペースシャトルのミッションが計画され、ISSでの科学実験が準備し、始められた。
ISSの組立てのための最初の船外活動は、1998年11月20日にISSの最初の部品であるザーリャがバイコヌール宇宙基地から軌道に送られた後の1998年12月7日に行われた。この船外活動では、アメリカ合衆国が製造したユニティがザーリャと接続された。最長の船外活動は、2001年3月11日にSTS-102の乗組員スーザン・J・ヘルムズとジェームズ・ヴォスによって行われ、エアーロックに戻ってきたが、ロボットの操作が失敗した時に備えて、宇宙服の中に留まった。この船外活動の合計時間は、8時間56分に達した。
2011年3月2日時点で、ISSの組立てと維持のために155回の船外活動が行われた
。その合計時間は、973時間53分に及び、28回はスペースシャトルから、127回、787時間28分はISSのエアーロックから出て行われた（93回はクエストから、32回はピアースから、2回はズヴェズダ前方の移動室から行われた）。
*は、オーラン宇宙服を来てピアースから行われたものである。

^は、オーラン宇宙服を来てミニ・リサーチ・モジュール2から行われたものである。

†は、スペースシャトルのエアーロックから行われたものである。

その他は全てクエストから行われたものである。

ISSからの船外活動とスペースシャトルからの船外活動は分けて記載されている。

## 1998年-1999年
|    | ミッション     | 船外活動者 | 開始(UTC)            | 終了(UTC)            | 所要時間  |
| 1. | STS-88 EVA 1 † | ジェリー・ロス ジェームズ・ニューマン | 1998年12月7日 22:10  | 1998年12月8日 05:31  | 7時間21分 |
| 1. | STS-88 EVA 1 † | ユニティのノード間にコンピュータと電気ケーブルを接続した。2つのアダプターの両端は、ユニティとザーリャのFunctional Cargo Block (FCB)に接続された。                                                                                    |                      |                      |           |
| 2. | STS-88 EVA 2 † | ジェリー・ロス ジェームズ・ニューマン | 1998年12月9日 20:33  | 1998年12月10日 03:35 | 7時間02分 |
| 2. | STS-88 EVA 2 † | S帯通信に用いる2つの箱型アンテナがユニティの外側に取り付けられた。 |                      |                      |           |
| 3. | STS-88 EVA 3 † | ジェリー・ロス ジェームズ・ニューマン | 1998年12月12日 20:33 | 1998年12月13日 03:32 | 6時間59分 |
| 3. | STS-88 EVA 3 † | 与圧結合アダプタ2のケーブル接続部の絶縁カバーの点検が行われ、また将来の船外活動用の道具がユニティの壁に取り付けられた。Orbiter Space Vision Systemの検査が行われた。                                                                 |                      |                      |           |
| 4. | STS-96 †       | タマラ・E・ジャニーガン ダニエル・バリー | 1999年5月30日 02:56  | 1999年5月30日 10:51  | 7時間55分 |
| 4. | STS-96 †       | 2つのクレーンがスペースシャトルのペイロードベイからISSの外側に移動され、設置された。アメリカ製とロシア製のブーツに対応する2つの可搬型拘束具が設置され、将来の組立てで用いられる道具と手すりがはいった3つのバッグが取り付けられた。。 |                      |                      |           |

## 2000年
|     | ミッション     | 船外活動者 | 開始(UTC)            | 終了(UTC)            | 所要時間  |
| 5.  | STS-101 †      | ジェームズ・ロス ジェフリー・ウィリアムズ | 2000年5月22日 01:48  | 2000年5月22日 08:32  | 6時間44分 |
| 5.  | STS-101 †      | アメリカ製のカーゴクレーンOrbital Replacement Unit Transfer Deviceの検査が行われ、ロシア製のカーゴクレーンであるストレラの組立てが終了した。ユニティの2つの通信アンテナの1つが交換された。 |                      |                      |           |
| 6.  | STS-106 †      | エドワード・ルー ユーリ・マレンチェンコ | 2000年9月11日 04:47  | 2000年9月11日 11:01  | 6時間14分 |
| 6.  | STS-106 †      | ズヴェズダをISSに繋げるケーブルが接続され、航行システムのバックアップとなる磁気計が取り付けられた。                                                                                        |                      |                      |           |
| 7.  | STS-92 EVA 1 † | リロイ・チャオ ウィリアム・マッカーサー | 2000年10月15日 14:27 | 2000年10月15日 20:55 | 6時間28分 |
| 7.  | STS-92 EVA 1 † | Z1トラスのヒーターと電線管に電力を供給する2つのケーブルが接続された。2つの通信アンテナの位置が変えられ、将来の組立てに必要な道具箱が取り付けられた。                                       |                      |                      |           |
| 8.  | STS-92 EVA 2 † | マイケル・ロペス＝アレグリア ピーター・ウィソフ | 2000年10月16日 14:15 | 2000年10月16日 21:22 | 7時間07分 |
| 8.  | STS-92 EVA 2 † | 与圧結合アダプタ3が取り付けられ、太陽電池取付けのためのZ1トラスの準備が行われた。 |                      |                      |           |
| 9.  | STS-92 EVA 3 † | リロイ・チャオ ウィリアム・マッカーサー | 2000年10月17日 14:30 | 2000年10月17日 21:18 | 6時間48分 |
| 9.  | STS-92 EVA 3 † | Z1トラスに2つのDCコンバータが設置された。 |                      |                      |           |
| 10. | STS-92 EVA 4 † | マイケル・ロペス＝アレグリア ピーター・ウィソフ | 2000年10月18日 15:00 | 2000年10月18日 21:56 | 6時間56分 |
| 10. | STS-92 EVA 4 † | Z1トラスの持ち手が除去され、Z1 utility trayが展開されて、Z1トラスに留められたManual Berthing Mechanismが開かれてセルフレスキュー用推進装置が使用可能になった。                             |                      |                      |           |
| 11. | STS-97 EVA 1 † | ジョセフ・タナー カルロス・ノリエガ | 2000年12月3日 18:35  | 2000年12月4日 02:08  | 7時間33分 |
| 11. | STS-97 EVA 1 † | P6トラスがZ1トラスに取り付けられ、太陽電池の展開の準備がなされた。電源システムのラジエーターの準備もされた。                                                                               |                      |                      |           |
| 12. | STS-97 EVA 2 † | ジョセフ・タナー カルロス・ノリエガ | 2000年12月5日 17:21  | 2000年12月5日 23:58  | 6時間37分 |
| 12. | STS-97 EVA 2 † | ISSがP6からの電力を用いるように設定された。ISSがS帯アンテナを使えるように位置が調整された。アメリカ合衆国の研究室デスティニーの到着に備えた準備がされた。                                  |                      |                      |           |
| 13. | STS-97 EVA 3 † | ジョセフ・タナー カルロス・ノリエガ | 2000年12月7日 16:13  | 2000年12月7日 21:23  | 5時間10分 |
| 13. | STS-97 EVA 3 † | ISSの周りのプラズマ場を測定できるようにfloating potential probeの位置が調整された。完全に展開しなかった右舷の太陽電池のブランケットの修理が行われた。ユニティの外のカメラが設置された。    |                      |                      |           |

## 2001年
|     | ミッション            | 船外活動者 | 開始(UTC)            | 終了(UTC)            | 所要時間  |  |
| 14. | STS-98 EVA 1 †        | トーマス・デイヴィッド・ジョーンズ ロバート・カービーム | 2001年2月10日 15:50  | 2001年2月10日 23:24  | 7時間34分 |  |
| 14. | STS-98 EVA 1 †        | 打上げ保護カバーが除去され、乗組員がユニティに移った後にデスティニーとアトランティスの間の電源ケーブルが外された。ディスティニーに電源ケーブルが繋がれた。汚染除去の実施中に、ホースから少量のアンモニア結晶が漏れた。 |                      |                      |           |  |
| 15. | STS-98 EVA 2 †        | トーマス・デイヴィッド・ジョーンズ ロバート・カービーム | 2001年2月12日 15:59  | 2001年2月12日 22:49  | 6時間50分 |  |
| 15. | STS-98 EVA 2 †        | デスティニーにスペースシャトルとのドッキング用アダプターが設置された。打上げ時にデスティニーを固定するピンの絶縁カバーが設置された。デスティニーの空調システムに換気装置が取り付けられた。デスティニーの外側に手すりとソケットが設置され、将来のミッションのためのロボットアームが取り付けられた。 |                      |                      |           |  |
| 16. | STS-98 EVA 3 †        | トーマス・デイヴィッド・ジョーンズ ロバート・カービーム | 2001年2月14日 14:48  | 2001年2月14日 20:13  | 5時間25分 |  |
| 16. | STS-98 EVA 3 †        | 予備の通信アンテナが取り付けられた。デスティニーとドッキングポートの間の接続が二重チェックされ、ラジエーター冷却剤がISSに放出された。太陽電池の接続が検査された。船外活動者が動けない乗組員を運んでスペースシャトルのエアーロックに辿り着けるか試験された。 |                      |                      |           |  |
| 17. | STS-102 EVA 1 †       | ジェームズ・ヴォス スーザン・J・ヘルムズ | 2001年3月11日 05:12  | 2001年3月11日 14:08  | 8時間56分 |  |
| 17. | STS-102 EVA 1 †       | イタリアの多目的補給モジュールのための場所を開けるために ユニティを地球を向いた面から左舷の面に移動させるため、与圧結合アダプタ3の準備が行われた。Lab Cradle Assemblyがスペースシャトルのカーゴベイから取り出され、デスティニーの横に設置された。また、後のロボットアームの仕様のために、デスティニーにケーブルトレーが設置された。スペースシャトルのエアーロックに戻った後、ボスとヘルムズは、ロボットアームに故障が起こった場合に備えて待機した。そのため、この回がスペースシャトルの歴史において最も長い船外活動となった。 |                      |                      |           |  |
| 18. | STS-102 EVA 2 †       | アンドリュー・トーマス ポール・リチャーズ | 2001年3月13日 05:23  | 2001年3月13日 11:44  | 6時間21分 |  |
| 18. | STS-102 EVA 2 †       | 船外保管プラットフォームが設置され、プラットフォームに呼びのアンモニア冷却ポンプが取り付けられた。ロボットアームに数本のケーブルが取り付けられた。ユニティーのヒーターの接続部と外部の実験装置Floating Potential Probeが検査された。 |                      |                      |           |  |
| 19. | STS-100 EVA 1 †       | クリス・ハドフィールド スコット・パラジンスキー | 2001年4月22日 11:45  | 2001年4月22日 18:55  | 7時間10分 |  |
| 19. | STS-100 EVA 1 †       | UHFアンテナとカナダアーム2が設置された。カナダアーム2に電力と指令を送るケーブルが繋がれた。ハドフィールドは、カナダ人として初めての船外活動者となった。 |                      |                      |           |  |
| 20. | STS-100 EVA 2 †       | クリス・ハドフィールド スコット・パラジンスキー | 2001年4月24日 12:34  | 2001年4月24日 20:14  | 7時間40分 |  |
| 20. | STS-100 EVA 2 †       | Power Data Grapple Fixtureをカナダアーム2に繋ぎ、通信アンテナを除去し、予備のDirect Current Switching Unitをスペースシャトルのペイロードベイからデスティニー外側の装備貯蔵ラックに移動した。 |                      |                      |           |  |
|     |                       | |                      |                      |           |  |
| 21. | 第2次長期滞在         | ユーリー・ウサチェフ ジェームズ・ヴォス | 2001年6月8日 14:21   | 2001年6月8日 14:40   | 0時間19分 |  |
| 21. | 第2次長期滞在         | ピアースの到着に備えて、ザーリャにドッキングコーンが設置された。ズヴェズダ前方の移動室から行われた唯一の船外活動となった。 |                      |                      |           |  |
|     |                       | |                      |                      |           |  |
| 22. | STS-104 EVA 1 †       | マイケル・ガーンハート ジェームズ・レイリー2世 | 2001年7月15日 03:10  | 2001年7月15日 09:09  | 5時間59分 |  |
| 22. | STS-104 EVA 1 †       | クエストをユニティに設置した。 |                      |                      |           |  |
| 23. | STS-104 EVA 2 †       | マイケル・ガーンハート ジェームズ・レイリー2世 | 2001年7月18日 03:04  | 2001年7月18日 09:33  | 6時間29分 |  |
| 23. | STS-104 EVA 2 †       | 2つの高圧窒素タンクと高圧酸素タンクのうちのそれぞれ1つをクエストに設置し、手すりとトラニオンのカバーが取り付けられた。 |                      |                      |           |  |
| 24. | STS-104 EVA 3         | マイケル・ガーンハート ジェームズ・レイリー2世 | 2001年7月21日 04:35  | 2001年7月21日 08:37  | 4時間02分 |  |
| 24. | STS-104 EVA 3         | クエストからの最初の船外活動となった。クエストに2つ目の高圧窒素タンクと高圧酸素タンクが取り付けられた。 |                      |                      |           |  |
| 25. | STS-105 EVA 1 †       | ダニエル・バリー パトリック・フォレスター | 2001年8月16日 13:58  | 2001年8月16日 20:14  | 6時間16分 |  |
| 25. | STS-105 EVA 1 †       | P6トラスにアンモニア供給機が設置された。クエストに材料曝露実験装置が設置された。 |                      |                      |           |  |
| 26. | STS-105 EVA 2 †       | ダニエル・バリー パトリック・フォレスター | 2001年8月18日 13:42  | 2001年8月18日 19:11  | 5時間29分 |  |
| 26. | STS-105 EVA 2 †       | デスティニーにヒーターのケーブルと手すりが設置された。 |                      |                      |           |  |
|     |                       | |                      |                      |           |  |
| 27. | 第3次長期滞在 EVA 1 * | ウラジーミル・デジュロフ ミハイル・チューリン | 2001年10月8日 14:24  | 2001年10月8日 19:22  | 4時間58分 |  |
| 27. | 第3次長期滞在 EVA 1 * | 船外活動の際に2つの施設の間で通信ができるように、ピアースとズヴェズダの間のケーブルが設置された。ピアースに手すりと梯子が設置された。ストレラのカーゴクレーンが設置された。 |                      |                      |           |  |
| 28. | 第3次長期滞在 EVA 2 * | ウラジーミル・デジュロフ ミハイル・チューリン | 2001年10月15日 09:17 | 2001年10月15日 15:08 | 5時間51分 |  |
| 28. | 第3次長期滞在 EVA 2 * | ロシアの商業実験(MPAC-SEEDS)がピアースの外側に設置された。 |                      |                      |           |  |
| 29. | 第3次長期滞在 EVA 3 * | ウラジーミル・デジュロフ フランク・カルバートソン | 2001年11月12日 21:41 | 2001年11月12日 02:46 | 5時間05分 |  |
| 29. | 第3次長期滞在 EVA 3 * | Kurs自動ドッキングシステムのためにピアースにケーブルが繋がれた。ストレラの点検が終わり、ズヴェズダの太陽電池のパネルの検査と撮影が行われた。 |                      |                      |           |  |
| 30. | 第3次長期滞在 EVA 4 * | ウラジーミル・デジュロフ ミハイル・チューリン | 2001年12月3日 13:20  | 2001年12月3日 16:06  | 2時間46分 |  |
| 30. | 第3次長期滞在 EVA 4 * | プログレス補給船とISSとのドッキングの障害となっていた物が除去された。デブリとドッキング面が撮影された。 |                      |                      |           |  |
|     |                       | |                      |                      |           |  |
| 31. | STS-108 †             | リンダ・ゴドウィン ダニエル・M・タニ | 2001年12月10日 17:52 | 2001年12月10日 22:04 | 4時間12分 |  |
| 31. | STS-108 †             | ISSの太陽電池を回転させる2つのBeta Gimbal Assemblyの周りに絶縁カバーを設置し、STS-110の船外活動のための準備を行った。 |                      |                      |           |  |

## 2002年
|     | ミッション            | 船外活動者 | 開始(UTC)            | 終了(UTC)            | 所要時間  |  |
| 32. | 第4次長期滞在 EVA 1 * | ユーリー・オヌフリエンコ カール・ウォルツ | 2002年1月14日 20:59  | 2002年1月15日 03:02  | 6時間03分 |  |
| 32. | 第4次長期滞在 EVA 1 * | 与圧結合モジュール1からピアースにストレラのカーゴブームを移動した。ズヴェズダの端にアマチュア無線用のアンテナを設置した。 |                      |                      |           |  |
| 33. | 第4次長期滞在 EVA 2 * | ユーリー・オヌフリエンコ ダニエル・バーシュ | 2002年1月25日 15:19  | 2002年1月25日 21:18  | 5時間59分 |  |
| 33. | 第4次長期滞在 EVA 2 * | ズヴェズダのジェットスラスタに6つの偏光シールドを設置した。2つめのアマチュア無線用アンテナを設置した。4つの科学実験装置を取り付け、スラスタからの物質を調べるため、装置を交換した。                                                                                         |                      |                      |           |  |
| 34. | 第4次長期滞在 EVA 3   | カール・ウォルツ ダニエル・バーシュ | 2002年2月20日 11:38  | 2002年2月20日 17:25  | 5時間47分 |  |
| 34. | 第4次長期滞在 EVA 3   | クエストのエアーロックの試験を行い、STS-110で行う4度の船外活動のための準備を行った。スペースシャトル無しで行うクエストからの最初の船外活動となった。 |                      |                      |           |  |
|     |                       | |                      |                      |           |  |
| 35. | STS-110 EVA 1         | スティーヴン・スミス レックス・ウォルハイム | 2002年4月11日 14:36  | 2002年4月11日 22:24  | 7時間48分 |  |
| 35. | STS-110 EVA 1         | デスティニーへのS0トラスの設置が始まった。トラスを恒久的に保持する2つの支柱が設置された。 |                      |                      |           |  |
| 36. | STS-110 EVA 2         | ジェリー・ロス リー・モリン | 2002年4月13日 14:09  | 2002年4月13日 21:39  | 7時間30分 |  |
| 36. | STS-110 EVA 2         | 引き続きS0トラスの設置が行われ、S0とISSの間で電源とデータを送るケーブルが繋がれた。トラスを恒久的に保持するaft支柱が設置された。 |                      |                      |           |  |
| 37. | STS-110 EVA 3         | スティーヴン・スミス レックス・ウォルハイム | 2002年4月14日 13:48  | 2002年4月14日 20:15  | 6時間27分 |  |
| 37. | STS-110 EVA 3         | S0トラスを取り付けるための爪が出され、カナダアームがトラスに固定された時の電源経路が設置された。Mobile Transporterのラジエーターの小さな熱カバーが除去された。 |                      |                      |           |  |
| 38. | STS-110 EVA 4         | ジェリー・ロス リー・モリン | 2002年4月16日 14:29  | 2002年4月16日 21:06  | 6時間37分 |  |
| 38. | STS-110 EVA 4         | 将来エアーロックからトラスへ移動する船外活動者のためにエアーロックに蹴爪を設置し、S0に手すりを設置した。プラットフォームの一部を組立て、2つの投光照明を設置した。 |                      |                      |           |  |
| 39. | STS-111 EVA 1         | フランクリン・チャン＝ディアス フィリップ・ペリン | 2002年6月9日 15:27   | 2002年6月9日 22:41   | 7時間14分 |  |
| 39. | STS-111 EVA 1         | P6トラスにPower Data Grapple Fixtureを設置した。エンデバーのペイロードベイからデブリパネルを取り出し、それらを一時的に与圧結合アダプタ1に取り付けた。カナダアーム2のMobile Base Systemに取り付けられた熱ブランケットを除去した。                                            |                      |                      |           |  |
| 40. | STS-111 EVA 2         | フランクリン・チャン＝ディアス フィリップ・ペリン | 2002年6月11日 15:20  | 2002年6月11日 20:20  | 5時間00分 |  |
| 40. | STS-111 EVA 2         | カナダアーム2のMobile Base SystemをMobile Transporterに接続した。電力、データ、映像を送るケーブルをISSからMBSに接続した。 |                      |                      |           |  |
| 41. | STS-111 EVA 3         | フランクリン・チャン＝ディアス フィリップ・ペリン | 2002年6月13日 15:16  | 2002年6月13日 22:33  | 7時間17分 |  |
| 41. | STS-111 EVA 3         | カナダアームの関節部を交換し、古いものはシャトルのペイロードベイに収容して地球に送り返した。 |                      |                      |           |  |
|     |                       | |                      |                      |           |  |
| 42. | 第5次長期滞在 EVA 1 * | ワレリー・コルズン ペギー・ウィットソン | 2002年8月16日 09:25  | 2002年8月16日 13:48  | 4時間23分 |  |
| 42. | 第5次長期滞在 EVA 1 * | 6つの流星塵パネルをズヴェズダに設置した。 |                      |                      |           |  |
| 43. | 第5次長期滞在 EVA 2 * | ワレリー・コルズン セルゲイ・トレシェフ | 2002年8月26日 05:27  | 2002年8月26日 10:48  | 5時間21分 |  |
| 43. | 第5次長期滞在 EVA 2 * | 船外活動による組立てのため、ザーリャの外側にフレームを設置した。ズヴェズダ内の宇宙航空研究開発機構の実験のサンプルを入れ替えた。将来の船外活動のロープの経路を単純化するための装置を設置した。ズヴェズダにさらに2つのアマチュア無線用のアンテナを設置した。                 |                      |                      |           |  |
|     |                       | |                      |                      |           |  |
| 44. | STS-112 EVA 1         | デヴィッド・ウォルフ ピアース・セラーズ | 2002年10月10日 15:21 | 2002年10月10日 22:22 | 7時間01分 |  |
| 44. | STS-112 EVA 1         | 打上げ時のS1トラスのラジエーターの固定が外された。S1とS0トラスの間に、電気、データ、液体を通すラインが引かれた。2つ目のS帯通信システムが展開された。2つの外部カメラシステムのうちの1つめが設置された。トラスのCrew and Equipment Translation Aid (CETA)の制限が解除された。 |                      |                      |           |  |
| 45. | STS-112 EVA 2         | デヴィッド・ウォルフ ピアース・セラーズ | 2002年10月12日 14:31 | 2002年10月12日 20:35 | 6時間04分 |  |
| 45. | STS-112 EVA 2         | 2つめのカメラシステムが設置された。ラジエーターのロックがさらに外された。Z1とP6トラスの接続部の絶縁カバーが外された。Spool Positioning Deviceが設置された。右舷側のCETA cartの制限が外された。Ammonia Tank Assemblyのケーブルが取り付けられた。                             |                      |                      |           |  |
| 46. | STS-112 EVA 3         | デヴィッド・ウォルフ ピアース・セラーズ | 2002年10月14日 14:08 | 2002年10月14日 20:44 | 6時間36分 |  |
| 46. | STS-112 EVA 3         | カナダアーム2のMobile TransporterのInterface Umbilical Assemblyを交換した。S1とS0トラスの間にアンモニア冷却剤を流す2つのジャンパーを設置した。アンモニアのラインにSpool Positioning Devices (SPD)を設置した。                                                               |                      |                      |           |  |
| 47. | STS-113 EVA 1         | マイケル・ロペス＝アレグリア ジョン・ヘリントン | 2002年11月26日 19:49 | 2002年11月27日 02:34 | 6時間45分 |  |
| 47. | STS-113 EVA 1         | P1トラス及びP1とS0トラスの間の接続部が設置された。Spool Positioning Devices (SPDs)が設置された。ユニティにWireless video system External Transceiver Assemblyが設置された。                                                                                                 |                      |                      |           |  |
| 48. | STS-113 EVA 2         | マイケル・ロペス＝アレグリア ジョン・ヘリントン | 2002年11月28日 18:36 | 2002年11月29日 00:46 | 6時間10分 |  |
| 48. | STS-113 EVA 2         | S0とP1の接続部に液体ジャンパーが設置された。P1の右舷の竜骨が除去された。P1に別のwireless video system External Transceiver Assemblyが設置された。 |                      |                      |           |  |
| 49. | STS-113 EVA 3         | マイケル・ロペス＝アレグリア ジョン・ヘリントン | 2002年11月30日 19:25 | 2002年12月1日 02:25  | 7時間00分 |  |
| 49. | STS-113 EVA 3         | Spool Positioning Devicesがさらに設置された。Main Bus Switching Unitsを通って電力を供給する配線ハーネスの再構成が行われた。 |                      |                      |           |  |

## 2003年
|     | ミッション          | 船外活動者 | 開始(UTC)           | 終了(UTC)           | 所要時間            |
| 50. | 第6次長期滞在 EVA 1 | ケネス・バウアーソックス ドナルド・ペティ | 2003年1月15日 12:50 | 2003年1月15日 19:41 | 6 hours, 51 minutes |
| 50. | 第6次長期滞在 EVA 1 | P1の残りの打上げ時のロックが外された。ユニティのドッキングポートのデブリが除去された。P6トラスのアンモニア貯蔵装置の試験が行われた。                                                                                                   |                     |                     |                     |
| 51. | 第6次長期滞在 EVA 2 | ケネス・バウアーソックス ドナルド・ペティ | 2003年4月8日 12:40  | 2003年4月8日 19:06  | 6時間26分           |
| 51. | 第6次長期滞在 EVA 2 | S0、S1、P1トラスのケーブルの再配置が行われた。カナダアーム2のMobile TransporterのPower Control Moduleが交換された。デスティニーにSpool Positioning Devicesが設置された。S1トラスのRadiator Beam Valve Moduleに熱カバーが再設置された。 |                     |                     |                     |

## 2004年
|     | ミッション            | 船外活動者 | 開始(UTC)           | 終了(UTC)           | 所要時間  |
| 52. | 第8次長期滞在 *       | マイケル・フォール アレクサンドル・カレリ | 2004年2月26日 21:17 | 2004年2月27日 01:12 | 3時間55分 |
| 52. | 第8次長期滞在 *       | 微小重力実験のサンプルが入るカセットコンテナを交換した。ロシアの実験装置Matryoshkaをズヴェズダに取り付けた。JAXAの流星塵実験の装置を取り外した。カレリの宇宙服の冷却システムが故障したことから、船外活動は途中で中止された。 |                     |                     |           |
| 53. | 第9次長期滞在 EVA 1 * | ゲンナジー・パダルカ マイケル・フィンク | 2004年6月24日 21:56 | 2004年6月24日 22:10 | 0時間14分 |
| 53. | 第9次長期滞在 EVA 1 * | フィンケの酸素タンクの圧力が異常を示したため、船外活動は途中で中止された。6月30日に再実施することが決定した。 |                     |                     |           |
| 54. | 第9次長期滞在 EVA 2 * | ゲンナジー・パダルカ マイケル・フィンク | 2004年6月30日 21:19 | 2004年7月1日 02:59  | 5時間40分 |
| 54. | 第9次長期滞在 EVA 2 * | 4月下旬に故障し、Control moment gyroscope No. 2 (CMG 2)の停電を引き起こしたRemote Power Controller (RPC)が交換された。 |                     |                     |           |
| 55. | 第9次長期滞在 EVA 3 * | ゲンナジー・パダルカ マイケル・フィンク | 2004年8月3日 06:58  | 2004年8月3日 11:28  | 4時間30分 |
| 55. | 第9次長期滞在 EVA 3 * | ズヴェズダのレーザーレトロ反射器を撤去し、欧州補給機のために3つの新しいレーザーレトロ反射器を設置した。2つのアンテナを設置し、Kromka実験のパッケージを交換した。                                                             |                     |                     |           |
| 56. | 第9次長期滞在 EVA 4 * | ゲンナジー・パダルカ マイケル・フィンク | 2004年9月3日 16:43  | 2004年9月3日 22:04  | 5時間20分 |
| 56. | 第9次長期滞在 EVA 4 * | ザーリャのControl Module flow control panelが交換された。ザーリャの手すりの4箇所に安全のためのロープ索道器が設置された。3つの通信アンテナが設置され、アンテナのカバーが外された。                                            |                     |                     |           |

## 2005年
|     | ミッション             | 船外活動者 | 開始(UTC)           | 終了(UTC)           | 所要時間  |  |
| 57. | 第10次長期滞在 EVA 1 * | リロイ・チャオ サリザン・シャリポフ | 2005年1月26日 07:43 | 2005年1月26日 13:11 | 5時間28分 |  |
| 57. | 第10次長期滞在 EVA 1 * | 欧州の商業実験RokvissのUniversal Work Platformの設置が完了した。ロシアのBiorisk実験の設置が完了した。日本の曝露実験の位置が移動された。 |                     |                     |           |  |
| 58. | 第10次長期滞在 EVA 2 * | リロイ・チャオ サリザン・シャリポフ | 2005年3月28日 06:25 | 2005年3月28日 10:55 | 4時間30分 |  |
| 58. | 第10次長期滞在 EVA 2 * | 最初の欧州補給機の到着に備えて誘導通信装置が設置された。11ポンドのロシアのナノ衛星が放出された。 |                     |                     |           |  |
|     |                        | |                     |                     |           |  |
| 59. | STS-114 EVA 1 †        | 野口聡一 スティーブン・ロビンソン | 2005年7月30日 09:48 | 2005年7月30日 17:36 | 6時間50分 |  |
| 59. | STS-114 EVA 1 †        | スペースシャトルの熱防護補修の技術を用い、ISSの高度制御システムを強化した。CMG-2の給電経路を変更するため、船外保管プラットフォームにケーブルが引かれた。2つの曝露実験が回収された。故障したISSのGPSアンテナが交換された。                                                              |                     |                     |           |  |
| 60. | STS-114 EVA 2 †        | 野口聡一 スティーブン・ロビンソン | 2005年8月1日 08:42  | 2005年8月1日 15:56  | 7時間14分 |  |
| 60. | STS-114 EVA 2 †        | Z1トラスから故障したCMG-1が除去され、ディスカバリーのペイロードベイに収容された。新しいCMG-1がZ1トラスに設置された。 |                     |                     |           |  |
| 61. | STS-114 EVA 3 †        | 野口聡一 スティーブン・ロビンソン | 2005年8月3日 08:48  | 2005年8月3日 14:49  | 6時間1分  |  |
| 61. | STS-114 EVA 3 †        | ディスカバリーの熱シールドが撮影、検査された。アマチュア無線衛星PCSAT2が設置された。 |                     |                     |           |  |
|     |                        | |                     |                     |           |  |
| 62. | 第11次長期滞在 EVA 1 * | セルゲイ・クリカレフ ジョン・フィリップス | 2005年8月18日 19:02 | 2005年8月19日 00:00 | 4時間58分 |  |
| 62. | 第11次長期滞在 EVA 1 * | Biorisk実験の3つの内1つの缶を回収した。ズヴェズダからMicro-Particles Capturer実験とSpace Environment Exposure Deviceを除去した。Matroska実験を回収した。欧州補給機のドッキングテレビカメラを設置した。                                                                                 |                     |                     |           |  |
| 63. | 第12次長期滞在 EVA 1   | ウィリアム・マッカーサー ワレリー・トカレフ | 2005年11月7日 15:32 | 2005年11月7日 20:54 | 5時間22分 |  |
| 63. | 第12次長期滞在 EVA 1   | P1トラスのカメラを設置、セットアップが行われた。故障したRotary Joint Motor Controller (RJMC)が除去された。Floating Potential Probeが投棄された。カナダアーム2のMobile Transporterのremote power controller moduleが交換された。2003年4月以来初めてのクエストからの船外活動となった。。 |                     |                     |           |  |

## 2006年
|     | ミッション             | 船外活動者 | 開始(UTC)            | 終了(UTC)            | 所要時間  |  |
| 64. | 第12次長期滞在 EVA 2 * | ウィリアム・マッカーサー ワレリー・トカレフ | 2006年2月3日 9:55    | 2006年2月3日 16:27   | 5時間43分 |  |
| 64. | 第12次長期滞在 EVA 2 * | 宇宙服衛星-1が放出された。Biorisk実験が回収された。流星塵実験のセンサーが撮影された。小クレーンのアダプターの位置が変えられた。カナダアーム2のMobile Transporterのアンビリカルケーブルが結ばれた。 |                      |                      |           |  |
| 65. | 第13次長期滞在 EVA 1 * | パヴェル・ヴィノグラドフ ジェフリー・ウィリアムズ | 2006年6月1日 23:48   | 2006年6月1日 06:19   | 6時間31分 |  |
| 65. | 第13次長期滞在 EVA 1 * | ISSの酸素発生装置の換気系の修理が行われた。Biorisk実験が回収された。ズヴェズダの汚染監視装置が回収された。カナダアーム2のMobile Base Systemの故障したカメラが交換された。 |                      |                      |           |  |
|     |                        | |                      |                      |           |  |
| 66. | STS-121 EVA 1          | ピアース・セラーズ マイケル・フォッサム | 2006年7月8日 13:17   | 2006年7月8日 20:48   | 7時間31分 |  |
| 66. | STS-121 EVA 1          | 天頂のInterface Umbilical Assembly (IUA)にケーブルを保護するためのblade blockerが設置された。2度目の船外活動に備えてケーブルのルートが変えられた。損傷を受けたオービタの修理のためのプラットフォームとして、Space Shuttle Remote Manipulator System (SSRMS)とOrbiter Boom Sensor System (OBSS)の組み合わせの試験が行われた。                                                                     |                      |                      |           |  |
| 67. | STS-121 EVA 2          | ピアース・セラーズ マイケル・フォッサム | 2006年7月10日 12:14  | 2006年7月10日 19:01  | 6時間47分 |  |
| 67. | STS-121 EVA 2          | カナダアーム2のMobile Transporterの軌道車が復元され、完全運用が可能となった。ISSの冷却系の予備ポンプが取り付けられた。船外活動中に、セラーズのSAFERパックが紛失し、フォッサムは2度も作業を中断しなければならなかった。 |                      |                      |           |  |
| 68. | STS-121 EVA 3          | ピアース・セラーズ マイケル・フォッサム | 2006年7月12日 7:11   | 2006年7月12日 13:31  | 6時間20分 |  |
| 68. | STS-121 EVA 3          | 赤外線カメラを用い、スペースシャトルの翼先端の炭素繊維強化炭素複合材料パネルの20秒のビデオを撮影した。その後、スペースシャトルのペイロードベイでNOAXとして知られるタイルの補修物質の試験を行った。 |                      |                      |           |  |
|     |                        | |                      |                      |           |  |
| 69. | 第13次長期滞在 EVA 2   | ジェフリー・ウィリアムズ トーマス・ライター | 2006年8月3日 14:04   | 2006年8月3日 19:58   | 5時間54分 |  |
| 69. | 第13次長期滞在 EVA 2   | Floating Potential Measurement Unit (FPMU)、材料曝露実験装置の2つの材料、S1トラスのラジエーター回転ジョイントの制御装置、S1トラスの右舷のジャンパーとspool positioning device (SPD)、トラスの軌道車のライトの設置が行われた。故障したGPSアンテナの交換が行われた。スペースシャトルの耐熱タイルの損傷の検出のために設置された赤外線カメラの試験、クエストのハッチの擦り傷の検査と撮影が行われた。 |                      |                      |           |  |
|     |                        | |                      |                      |           |  |
| 70. | STS-115 EVA 1          | ジョー・タナー ハイディマリー・ステファニション＝パイパー | 2006年9月12日 10:17  | 2006年9月12日 15:43  | 5時間26分 |  |
| 70. | STS-115 EVA 1          | P3/P4トラスの設置始まり、トラスに給電ケーブルが接続された。太陽電池のブランケットボックス、Beta Gimbal Assembly等の打上げ時の制限が外された。太陽電池の回転ジョイントが設定された。STS-116の準備のために2つの回路安全装置が除去された。パイパーは船外活動を行った7人目のアメリカ人女性となった。                                                                                                 |                      |                      |           |  |
| 71. | STS-115 EVA 2          | ダン・バーダンク スティーヴン・マクリーン | 2006年9月13日 9:05   | 2006年9月13日 16:16  | 7時間11分 |  |
| 71. | STS-115 EVA 2          | P3/4トラスの設置が続けられ、SARJが起動された。 |                      |                      |           |  |
| 72. | STS-115 EVA 3          | ジョー・タナー ハイディマリー・ステファニション＝パイパー | 2006年9月15日 10:00  | 2006年9月15日 16:42  | 6時間42分 |  |
| 72. | STS-115 EVA 3          | P3/4トラスにラジエーターが設置された。新しい太陽電池アレイのために冷却ラジエーターが強化された。S帯アンテナが交換され、他のアンテナのために絶縁された。タナーは赤外線カメラでスペースシャトルの翼を撮影し、カメラで損傷を検出できるか確認した。 |                      |                      |           |  |
|     |                        | |                      |                      |           |  |
| 73. | 第14次長期滞在 EVA 1 * | ミハイル・チューリン マイケル・ロペス＝アレグリア | 2006年11月22日 23:17 | 2006年11月22日 04:55 | 5時間38分 |  |
| 73. | 第14次長期滞在 EVA 1 * | ロシア連邦宇宙機関を通じてカナダのゴルフ会社がスポンサーとなった「軌道上からのゴルフショット」のイベントが行われた。ロペス＝アレグリアは、ピアースの外の梯子にティーを設置してゴルフのショットを行い、チューリンがその様子を撮影した。プログレス23のKursのアンテナの検査、撮影が行われた。欧州補給機のWALアンテナの位置が変えられた。BTN中性子実験が設置され、BTNの2つの熱カバーが投棄された。   |                      |                      |           |  |
|     |                        | |                      |                      |           |  |
| 74. | STS-116 EVA 1          | ロバート・カービーム クリステル・フォーグレサング | 2006年12月12日 20:31 | 2006年12月13日 03:07 | 6時間36分 |  |
| 74. | STS-116 EVA 1          | P5トラスが設置され、S1トラスのビデオカメラが交換された。 |                      |                      |           |  |
| 75. | STS-116 EVA 2          | ロバート・カービーム クリステル・フォーグレサング | 2006年12月14日 19:41 | 2006年12月15日 00:41 | 5時間00分 |  |
| 75. | STS-116 EVA 2          | 新しい太陽電池を活かすため、ISSの電気配線を再配列した。トラスのレールの上を走る2台の軌道車の位置を移動した。ロボットアームに熱カバーをかけた。将来の船外活動のための道具の入ったバッグを設置した。 |                      |                      |           |  |
| 76. | STS-116 EVA 3          | ロバート・カービーム スニータ・ウィリアムズ | 2006年12月16日 19:25 | 2006年12月16日 02:57 | 7時間31分 |  |
| 76. | STS-116 EVA 3          | ISSの電気配線の再配列が完了した。ロボットアームにgrapple fixtureが取り付けられた。ズヴェズダの外側にロシアの3つの塵シールドパネルが取り付けられた。P6トラスの太陽電池パネルの撤去の試みにさらに時間が費やされた。ウィリアムズは、アメリカ人女性として8人目、女性として9人目の船外活動者となった。                                                                                                |                      |                      |           |  |
| 77. | STS-116 EVA 4          | ロバート・カービーム クリステル・フォーグレサング | 2006年12月18日 19:00 | 2006年12月19日 01:38 | 6時間38分 |  |
| 77. | STS-116 EVA 4          | 地上管制局からの支援を受けて、P6太陽電池パネルが撤去された。カービームは7度目の船外活動で、1度のミッションで4度目の船外活動という記録を樹立した。 |                      |                      |           |  |

## 2007年
|      | ミッション             | 船外活動者 | 開始(UTC)            | 終了(UTC)            | 所要時間  |  |
| 78.  | 第14次長期滞在 EVA 2   | マイケル・ロペス＝アレグリア スニータ・ウィリアムズ | 2007年1月31日 15:14  | 2007年1月31日 23:09  | 7時間55分 |  |
| 78.  | 第14次長期滞在 EVA 2   | デスティニーの2つの冷却ループのうち1つを再配列してSSPTSと繋ぎ、一時的なものから恒久的なシステムとした。右舷のP6トラスに6つのケーブル帯と2つのウィンチを設置し、その後シュラウドで覆った。Early Ammonia Servicer (EAS)からP6トラスへの2つの流体ラインのうちの1つを除去した。EASは、後の船外活動の際に投棄された。                                                                 |                      |                      |           |  |
| 79.  | 第14次長期滞在 EVA 3   | マイケル・ロペス＝アレグリア スニータ・ウィリアムズ | 2007年2月4日 13:38   | 2007年2月4日 20:49   | 7時間11分 |  |
| 79.  | 第14次長期滞在 EVA 3   | デスティニーの2つの冷却ループの2つめが一時的なものから恒久的なものに再配列された。STS-117での撤去に備え、右舷のP6トラスの船内の末端が撮影された。multiplexer-demultiplexer data relay deviceの日よけが除去された。SSPTSの作業が続けられた。 |                      |                      |           |  |
| 80.  | 第14次長期滞在 EVA 4   | マイケル・ロペス＝アレグリア スニータ・ウィリアムズ | 2007年2月8日 13:26   | 2007年2月8日 20:06   | 6時間40分 |  |
| 80.  | 第14次長期滞在 EVA 4   | P3トラスのRotary Joint Motor Controllers (RJMC)の2つの熱シュラウドが除去された。P3ベイの2つの大きなシュラウドが除去され、投棄された。P3トラスのUnpressurized Cargo Carrier Assembly Attachment System (UCCAS)が展開された。P5トラスの2つの打上げ時のロックが外された。SSPTSの4つのケーブルがデスティニーの前端で与圧結合アダプタ-2に接続された。                                 |                      |                      |           |  |
| 81.  | 第14次長期滞在 EVA 5 * | ミハイル・チューリン マイケル・ロペス＝アレグリア | 2007年2月22日 10:27  | 2007年2月22日 16:45  | 6時間18分 |  |
| 81.  | 第14次長期滞在 EVA 5 * | ズヴェズダのaftポートのプログレス補給船のアンテナが撤去された。ロシアの衛星誘導アンテナが撮影された。ロシアの材料実験が交換された。欧州補給機のアンテナが検査、撮影された。ドイツのロボット実験が撮影された。ハードウェアのコネクタが検査、再交配、撮影された。 |                      |                      |           |  |
|      |                        | |                      |                      |           |  |
| 82.  | 第15次長期滞在 EVA 1 * | フョードル・ユールチキン オレッグ・コトフ | 2007年5月30日 19:05  | 2007年5月30日 00:30  | 5時間25分 |  |
| 82.  | 第15次長期滞在 EVA 1 * | Service Module Debris Protection (SMDP)パネルが設置され、GPSアンテナのケーブルのル0とが変えられた。 |                      |                      |           |  |
| 83.  | 第15次長期滞在 EVA 2 * | フョードル・ユールチキン オレッグ・コトフ | 2007年6月6日 14:23   | 2007年6月6日 20:00   | 5時間37分 |  |
| 83.  | 第15次長期滞在 EVA 2 * | ザーリャにイーサネットのケーブルが設置された。ズヴェズダに追加のService Module Debris Protection (SMDP)パネルが設置された。ロシアの科学実験機器が展開された。 |                      |                      |           |  |
|      |                        | |                      |                      |           |  |
| 84.  | STS-117 EVA 1          | ジェームズ・レイリー2世 ジョン・オリヴァス | 2007年6月11日 20:02  | 2007年6月12日 02:17  | 6時間15分 |  |
| 84.  | STS-117 EVA 1          | S3/S4トラスの設置が始まった。 |                      |                      |           |  |
| 85.  | STS-117 EVA 2          | パトリック・フォレスター スティーヴン・スワンソン | 2007年6月13日 18:28  | 2007年6月13日 01:44  | 7時間16分 |  |
| 85.  | STS-117 EVA 2          | P6トラスの太陽電池パネルが撤去された。S3/S4トラスの設置が終了した。S3/S4 SARJモーター制御回路が逆に繋がれていたために一部が故障し、不慮の回転の可能性を防ぐために打上げ時の制限はそのまま残された。 |                      |                      |           |  |
| 86.  | STS-117 EVA 3          | ジェームズ・レイリー2世 ジョン・オリヴァス | 2007年6月15日 17:24  | 2007年6月16日 01:22  | 7時間58分 |  |
| 86.  | STS-117 EVA 3          | スペースシャトル軌道制御システムの熱ブランケットが修理された。P6トラスの太陽電池アレーの除去が終わった。デスティニーに水素排気バルブが設置された。 |                      |                      |           |  |
| 87.  | STS-117 EVA 4          | パトリック・フォレスター スティーヴン・スワンソン | 2007年6月17日 16:25  | 2007年6月17日 22:54  | 6時間29分 |  |
| 87.  | STS-117 EVA 4          | 船外保管プラットフォームからクエストに取り付けられていたテレビカメラとその支持構造が除去され、S3トラスに設置された。Drive Lock Assembly (DLA) 2の配置が変更された。SARJの最後の6つの打上げ時制限が解除された。ユニティにコンピュータネットワークのケーブルが設置された。デスティニーの水素排気バルブが開放された。ISSのサービスモジュールに2つのデブリシールドパネルが繋がれた。 |                      |                      |           |  |
|      |                        | |                      |                      |           |  |
| 88.  | 第15次長期滞在 EVA 3   | クレイトン・アンダーソン フョードル・ユールチキン | 2007年7月23日 10:25  | 2007年7月23日 18:06  | 7時間41分 |  |
| 88.  | 第15次長期滞在 EVA 3   | カナダアーム2のMobile Transporterの電源の冗長系が交換された。アンモニアタンクと飛行士演奏地が投棄された。ユニティの天底左舷の共通結合機構が清掃された。 |                      |                      |           |  |
|      |                        | |                      |                      |           |  |
| 89.  | STS-118 EVA 1          | リチャード・マストラキオ ダフィズ・ウィリアムズ | 2007年8月11日 16:28  | 2007年8月11日 23:45  | 6時間17分 |  |
| 89.  | STS-118 EVA 1          | S5トラスが設置され、P6トラスからラジエーターが除去された。 |                      |                      |           |  |
| 90.  | STS-118 EVA 2          | リチャード・マストラキオ ダフィズ・ウィリアムズ | 2007年8月13日 15:32  | 2007年8月13日 22:00  | 6時間28分 |  |
| 90.  | STS-118 EVA 2          | 新しいControl Moment Gyroscope (CMG)がスペースシャトルのペイロードベイから取り出され、Z1トラスに設置された。故障したCMGは、船外保管プラットフォーム2に保管された。 |                      |                      |           |  |
| 91.  | STS-118 EVA 3          | リチャード・マストラキオ クレイトン・アンダーソン | 2007年8月15日 14:38  | 2007年8月15日 20:05  | 5時間28分 |  |
| 91.  | STS-118 EVA 3          | Crew Equipment Translation Aid (CETA)がカナダアーム2のMobile Transporterの左側から右側に移動された。アンテナがP6からP1に移され、S帯通信の更新のために新しいトランスポンダとシグナルプロセッサが設置された。 船外活動の間、マストラキオは左手の手袋の2層目に穴を見つけた。宇宙服は5層構造で、小さな穴では危険はないが、マストラキオは早めにエアーロックに戻った。                 |                      |                      |           |  |
| 92.  | STS-118 EVA 4          | ダフィズ・ウィリアムズ クレイトン・アンダーソン | 2007年8月18日 14:17  | 2007年8月18日 19:02  | 5時間02分 |  |
| 92.  | STS-118 EVA 4          | 材料曝露実験装置の3番と4番の容器が回収された。センサ付き検査用延長ブームとExternal Wireless Instrumentation System (EWIS)が設置された。 |                      |                      |           |  |
|      |                        | |                      |                      |           |  |
| 93.  | STS-120 EVA 1          | スコット・パラジンスキー ダグラス・ウィーロック | 2007年10月26日 10:02 | 2007年10月26日 16:16 | 6時間14分 |  |
| 93.  | STS-120 EVA 1          | 新しいハーモニーモジュールが一時的な場所に設置された。S帯アンテナの支持部品が除去された。P6/Z1トラスの流体ラインの接続を外し、P6トラスの移動の準備が行われた。 |                      |                      |           |  |
| 94.  | STS-120 EVA 2          | スコット・パラジンスキー ダニエル・M・タニ | 2007年10月28日 09:32 | 2007年10月28日 16:05 | 6時間33分 |  |
| 94.  | STS-120 EVA 2          | Z1とP6トラスの間のアンビリカルケーブルが外され、P6とZ1が切り離された。S1トラスのラジエーターが再配列された。ハーモニーに手すりが付けられた。S4トラスの右舷のSolar Alpha Rotary Joint (SARJ)が検査された。 |                      |                      |           |  |
| 95.  | STS-120 EVA 3          | スコット・パラジンスキー ダグラス・ウィーロック | 2007年10月30日 08:45 | 2007年10月30日 15:53 | 7時間08分 |  |
| 95.  | STS-120 EVA 3          | P6とP5トラスが接続され、アンビリカルケーブルが繋がれた。左舷のSARJが点検された。 |                      |                      |           |  |
| 96.  | STS-120 EVA 4          | スコット・パラジンスキー ダグラス・ウィーロック | 2007年11月3日 10:03  | 2007年11月3日 17:22  | 7時間19分 |  |
| 96.  | STS-120 EVA 4          | P6トラスの太陽電池アレイの点検、修理が行われた。 |                      |                      |           |  |
|      |                        | |                      |                      |           |  |
| 97.  | 第16次長期滞在 EVA 1   | ペギー・ウィットソン ユーリ・マレンチェンコ | 2007年11月9日 09:54  | 2007年11月9日 16:49  | 6時間55分 |  |
| 97.  | 第16次長期滞在 EVA 1   | Station-to-Shuttle Power Transfer Systemのケーブルが外され、保管された。与圧結合モジュール2とハーモニーの航空電子機器が一時的な場所に保管された。 |                      |                      |           |  |
| 98.  | 第16次長期滞在 EVA 2   | ペギー・ウィットソン ダニエル・M・タニ | 2007年11月20日 10:10 | 2007年11月20日 17:26 | 7時間16分 |  |
| 98.  | 第16次長期滞在 EVA 2   | 与圧結合モジュール2とハーモニーの外部の再配列が行われた。流体、電気、データのラインが取り付けられ、航空電子機器のラインが接続され、流体トレイの位置が変えられた。 |                      |                      |           |  |
| 99.  | 第16次長期滞在 EVA 3   | ペギー・ウィットソン ダニエル・M・タニ | 2007年11月24日 09:50 | 2007年11月24日 16:54 | 7時間04分 |  |
| 99.  | 第16次長期滞在 EVA 3   | 与圧結合モジュール2とハーモニーの流体、電気、データのラインの取付けが完了した。ループBの流体トレイがデスティニーの左舷に取り付けられた。地上の支援を受けながら右舷のSARJの検査と撮影が行われた。 |                      |                      |           |  |
| 100. | 第16次長期滞在 EVA 4   | ペギー・ウィットソン ダニエル・M・タニ | 2007年12月18日 09:50 | 2007年12月18日 16:46 | 6時間56分 |  |
| 100. | 第16次長期滞在 EVA 4   | S4トラス右舷のSolar Alpha Rotary Joint (SARJ)とBeta Gimbal Assembly (BGA)の検査が行われた Records: 100th EVA in support of assembly and maintenance of the International Space Station. Whitson became the female astronaut with the most EVAs (five) and the most time spent in EVA, with a total of 32 hours, 36 minutes.。                                                    |                      |                      |           |  |

## 2008年
|      | ミッション             | 船外活動者 | 開始(UTC)            | 終了(UTC)            | 所要時間  |  |
| 101. | 第16次長期滞在 EVA 5   | ペギー・ウィットソン ダニエル・M・タニ | 2008年1月30日 09:56  | 2008年1月30日 17:06  | 7時間10分 |  |
| 101. | 第16次長期滞在 EVA 5   | 太陽電池の1つのBearing Motor Roll Ring Moduleが交換された。右舷のSolar Alpha Rotary Joint (SARJ)が検査、撮影された。 |                      |                      |           |  |
|      |                        | |                      |                      |           |  |
| 102. | STS-122 EVA 1          | レックス・ウォルハイム スタンリー・ラブ | 2008年2月11日 14:13  | 2008年2月11日 22:11  | 7時間58分 |  |
| 102. | STS-122 EVA 1          | スペースシャトルのペイロードベイにある間にコロンバスにgrapple fixtureが取り付けられた。コロンバスに電源が接続された。アンモニア冷却システムの加圧に用いられる巨大な窒素タンクが交換された。                                                                                      |                      |                      |           |  |
| 103. | STS-122 EVA 2          | レックス・ウォルハイム ハンス・シュリーゲル | 2008年2月13日 14:27  | 2008年2月13日 21:12  | 6時間45分 |  |
| 103. | STS-122 EVA 2          | P1トラスに窒素タンクが設置された。古い窒素タンクはスペースシャトルのペイロードベイに収納された。Station-to-Shuttle Power Transfer System (SSPTS)の配線が終了した。 |                      |                      |           |  |
| 104. | STS-122 EVA 3          | レックス・ウォルハイム スタンリー・ラブ | 2008年2月15日 14:27  | 2008年2月15日 20:32  | 7時間25分 |  |
| 104. | STS-122 EVA 3          | 船外保管プラットフォームに太陽観測装置とEuropean Technology Exposure Facility (EuTEF)が設置された。故障したCMGが除去され、スペースシャトルのペイロードベイに格納された。コロンバスにカバーが掛けられた。                                                                         |                      |                      |           |  |
|      |                        | |                      |                      |           |  |
| 105. | STS-123 EVA 1          | リチャード・リネハン ギャレット・リーズマン | 2008年3月14日 01:18  | 2008年3月14日 08:19  | 7時間01分 |  |
| 105. | STS-123 EVA 1          | ハーモニー上部の一時的な位置にきぼうのExperiment Logistics Module, Pressurized Section (ELM-PS)が設置された。デクスターの組立てが始まった。 |                      |                      |           |  |
| 106. | STS-123 EVA 2          | リチャード・リネハン マイケル・フォアマン | 2008年3月15日 23:49  | 2008年3月15日 06:57  | 7時間08分 |  |
| 106. | STS-123 EVA 2          | デクスターの組立てが続き、2つの「腕」が取り付けられた。 |                      |                      |           |  |
| 107. | STS-123 EVA 3          | リチャード・リネハン ロバート・ベーンケン | 2008年3月17日 22:51  | 2008年3月18日 05:44  | 6時間53分 |  |
| 107. | STS-123 EVA 3          | デクスターの組立てが完了した。船外保管プラットフォームのクエストエアーロックに、カナダアームのジョイント等の予備の装置が設置された.。 |                      |                      |           |  |
| 108. | STS-123 EVA 4          | マイケル・フォアマン ロバート・ベーンケン | 2008年3月20日 22:04  | 2008年3月21日 04:28  | 6時間24分 |  |
| 108. | STS-123 EVA 4          | Remote Power Control (RPC)モジュールを交換し、スペースシャトルの熱タイル修理素材が試験された。デクスターの左腕のカバーを外し、ハーモニーのCommon Berthing Mechanisms (CBM)の打上げ時ロックを解除した。                                                                           |                      |                      |           |  |
| 109. | STS-123 EVA 5          | マイケル・フォアマン ロバート・ベーンケン | 2008年3月22日 20:34  | 2008年3月23日 02:36  | 6時間02分 |  |
| 109. | STS-123 EVA 5          | スペースシャトルのセンサ付き検査用延長ブームをISSに格納した。コロンバスの外に材料実験の試験体を設置した。Solar Alpha Rotary Joint installed a materials experiment on the outside of the (SARJ)を点検した。                                                                      |                      |                      |           |  |
|      |                        | |                      |                      |           |  |
| 110. | STS-124 EVA 1          | マイケル・フォッサム ロナルド・ギャラン | 2008年6月3日 16:24   | 2008年6月3日 23:12   | 6時間48分 |  |
| 110. | STS-124 EVA 1          | スペースシャトルのロボットアームの肘部のカメラのストラップを除去した。センサ付き検査用延長ブームを再びスペースシャトルに戻した。きぼうの設置の準備がされた。右舷のSARJのベアリングが交換され、損傷検査された。                                                                   |                      |                      |           |  |
| 111. | STS-124 EVA 2          | マイケル・フォッサム ロナルド・ギャラン | 2008年6月5日 15:04   | 2008年6月5日 22:15   | 7時間11分 |  |
| 111. | STS-124 EVA 2          | きぼうの移動に備えて実験装置とカバーが設置された。除去のために窒素タンクの準備が行われ、新しいタンクが船外保管プラットフォームに保管された。給電に失敗したテレビカメラが撤去された。                                                                                             |                      |                      |           |  |
| 112. | STS-124 EVA 3          | マイケル・フォッサム ロナルド・ギャラン | 2008年6月8日 13:55   | 2008年6月8日 20:28   | 6時間33分 |  |
| 112. | STS-124 EVA 3          | 右舷の窒素タンクが除去交換された。きぼうの設置が終わった。給電が修理されたテレビカメラが再設置された。 |                      |                      |           |  |
|      |                        | |                      |                      |           |  |
| 113. | 第17次長期滞在 EVA 1 * | セルゲイ・ヴォルコフ オレグ・コノネンコ | 2008年6月10日 18:48  | 2008年6月11日 1:06   | 6時間18分 |  |
| 113. | 第17次長期滞在 EVA 1 * | ソユーズ TMA-12宇宙船が検査され、着火用ボルトが外された。ロシアのMRM (Multipurpose Research Module)の新しいドッキングターゲットがService Module Transfer Compartmentに設置された。                                                                                               |                      |                      |           |  |
| 114. | 第17次長期滞在 EVA 2 * | セルゲイ・ヴォルコフ オレグ・コノネンコ | 2008年7月15日 17:08  | 2008年7月15日 23:02  | 5時間54分 |  |
| 114. | 第17次長期滞在 EVA 2 * | ズヴェズダにドッキングターゲットが設置された。Vsplesk実験が設置された。アマチュア無線用アンテナが伸ばされた。Biorisk実験が回収された。 |                      |                      |           |  |
|      |                        | |                      |                      |           |  |
| 115. | STS-126 EVA 1          | ハイディマリー・ステファニション＝パイパー ステファン・ボーエン | 2008年11月18日 18:09 | 2008年11月18日 01:01 | 6時間52分 |  |
| 115. | STS-126 EVA 1          | 空の窒素タンクがESP3からスペースシャトルのペイロードベイに移され、新しいflex hose rotary couplerが将来の使用に備えESP3に移された。きぼうの絶縁カバーが外された。右舷のSARJの清掃と潤滑油の注入が行われ、11個のベアリングが交換された。                                           |                      |                      |           |  |
| 116. | STS-126 EVA 2          | ハイディマリー・ステファニション＝パイパー ロバート・キンブロウ | 2008年11月20日 17:58 | 2008年11月21日 00:43 | 6時間45分 |  |
| 116. | STS-126 EVA 2          | 2つのCrew and Equipment Translation Aid (CETA)がMobile Transporterの右舷から左舷に移動された。ロボットアームの端に潤滑油が注入され、右舷のSARJの清掃が続けられた。この船外活動は、ISSの10周年記念であった。                                                                      |                      |                      |           |  |
| 117. | STS-126 EVA 3          | ハイディマリー・ステファニション＝パイパー ステファン・ボーエン | 2008年11月22日 18:01 | 2008年11月23日 00:58 | 6時間57分 |  |
| 117. | STS-126 EVA 3          | SARJの右舷のtrundle bearing assemblies (TBA)を除いて全ての清掃と潤滑油の注入が終わった。最後のTBAは、次の船外活動で交換された。 |                      |                      |           |  |
| 118. | STS-126 EVA 4          | ステファン・ボーエン ロバート・キンブロウ | 2008年11月24日 18:24 | 2008年11月25日 00:31 | 6時間7分  |  |
| 118. | STS-126 EVA 4          | SARJのTABの交換が終わった。左舷のSARJにも潤滑油の注入が行われた。ビデオカメラが設置された。きぼうに再び絶縁カバーがかけられ、ロボットアームのメンテナンスが行われた。きぼうにてすりとGPSアンテナが付けられた。ラジエーターとアンビリカルケーブルが撮影された。                   |                      |                      |           |  |
|      |                        | |                      |                      |           |  |
| 119. | 第18次長期滞在 EVA 1 * | ユーリ・ロンチャコフ マイケル・フィンク | 2008年12月23日 00:51 | 2008年12月23日 06:29 | 5時間38分 |  |
| 119. | 第18次長期滞在 EVA 1 * | ピアースに電磁エネルギー測定装置が設置された。長期間に及んだロシアのBiorisk実験が撤去された。ズヴェズダにExpose-R実験が設置されたが、起動に失敗して撤去された。Impulse実験が設置された。”Panorama-2008” detailed test objective (DTO)の一環としてISSの構造が外部から撮影された。 |                      |                      |           |  |

## 2009年
|      | ミッション             | 船外活動者 | 開始(UTC)            | 終了(UTC)            | 所要時間  |  |
| 120. | 第18次長期滞在 EVA 2 * | ユーリ・ロンチャコフ マイケル・フィンク | 2009年3月10日 16:22  | 2009年3月10日 21:11  | 4時間49分 |  |
| 120. | 第18次長期滞在 EVA 2 * | EXPOSE-R実験がズヴェズダに設置された。ピアースのドッキングターゲットからテープストラップが除去された。ISSのロシア部分が検査、撮影された。 |                      |                      |           |  |
|      |                        | |                      |                      |           |  |
| 121. | STS-119 EVA 1          | スティーヴン・スワンソン リチャード・アーノルド | 2009年3月19日 17:16  | 2009年3月19日 23:23  | 6時間7分  |  |
| 121. | STS-119 EVA 1          | S5トラスにS6トラスを設置し、アンビリカルケーブルで繋いだ。 |                      |                      |           |  |
| 122. | STS-119 EVA 2          | スティーヴン・スワンソン ジョセフ・アカバ | 2009年3月21日 16:51  | 2009年3月21日 23:21  | 6時間30分 |  |
| 122. | STS-119 EVA 2          | STS-127の作業の準備がされた。P3トラスに非加圧カーゴが一部取り付けられた。きぼうにGPSアンテナが取り付けられた。P1とS1トラスのラジエーターパネルの赤外線画像が撮影された。                                                                                  |                      |                      |           |  |
| 123. | STS-119 EVA 3          | ジョセフ・アカバ リチャード・アーノルド | 2009年3月23日 15:37  | 2009年3月23日 22:04  | 6時間27分 |  |
| 123. | STS-119 EVA 3          | crew equipment cartが移動された。cargo carrierの展開が完了した。ISSのジャイロスコープの継電器の交換が完了した。 |                      |                      |           |  |
|      |                        | |                      |                      |           |  |
| 124. | 第20次長期滞在 EVA 1 * | ゲンナジー・パダルカ マイケル・バラット | 2009年6月5日 7:52    | 2009年6月5日 12:46   | 4時間54分 |  |
| 124. | 第20次長期滞在 EVA 1 * | ミニ・リサーチ・モジュール2の到着に備えてズヴェズダの準備がされた。ドッキングアンテナが設置され、地上での評価のために撮影された。 |                      |                      |           |  |
| 125. | 第20次長期滞在 EVA 2   | ゲンナジー・パダルカ マイケル・バラット | 2009年6月10日 6:55   | 2009年6月10日 7:07   | 12分      |  |
| 125. | 第20次長期滞在 EVA 2   | 非加圧のズヴェズダ内で宇宙遊泳が行われた。ミニ・リサーチ・モジュール2の到着に備えてズヴェズダのドッキングコーンが交換された。ミニ・リサーチ・モジュール2はズヴェズダの天頂ポートに自動でドッキングし、ロシア機の追加のドッキングポートとなった。          |                      |                      |           |  |
|      |                        | |                      |                      |           |  |
| 126. | STS-127 EVA 1          | デヴィッド・ヴォルフ ティモシー・コプラ | 2009年7月18日 16:19  | 2009年7月18日 21:51  | 5時間32分 |  |
| 126. | STS-127 EVA 1          | きぼうが設置された。P3トラス天頂のUCCASが展開された。時間の制約により、S3トラス天底のPASの展開は延期された。 |                      |                      |           |  |
| 127. | STS-127 EVA 2          | デヴィッド・ヴォルフ トーマス・マーシュバーン | 2009年7月20日 15:27  | 2009年7月20日 22:20  | 6時間53分 |  |
| 127. | STS-127 EVA 2          | Orbital Replacement Units (ORUs)がShuttle Integrated Cargo Carrier (ICC)から船外保管プラットフォーム3に移動された。予備の高利得アンテナ、冷却ポンプ等が移動された。時間の制約できぼうのVisual Equipment (JEF-VE)の設置が延期された。                      |                      |                      |           |  |
| 128. | STS-127 EVA 3          | デヴィッド・ヴォルフ クリストファー・キャシディ | 2009年7月22日 14:32  | 2009年7月22日 20:31  | 5時間59分 |  |
| 128. | STS-127 EVA 3          | きぼうの準備作業が行われた。ICS-EF MLIとP6トラスのバッテリーが交換された。キャシディの宇宙服の二酸化炭素濃度が上がり、船外活動は途中で中断された。 |                      |                      |           |  |
| 129. | STS-127 EVA 4          | クリストファー・キャシディ トーマス・マーシュバーン | 2009年7月24日 13:54  | 2009年7月24日 21:06  | 7時間12分 |  |
| 129. | STS-127 EVA 4          | P6のバッテリーが交換された。 |                      |                      |           |  |
| 130. | STS-127 EVA 5          | クリストファー・キャシディ トーマス・マーシュバーン | 2009年7月27日 11:33  | 2009年7月27日 16:27  | 4時間54分 |  |
| 130. | STS-127 EVA 5          | デクスターの熱カバーが調整された。Z1トラスのパッチパネルが再配置された。きぼうのJEM-VEが設置された。S3トラス天底のPASの展開は延期された。 |                      |                      |           |  |
|      |                        | |                      |                      |           |  |
| 131. | STS-128 EVA 1          | ジョン・オリヴァス ニコール・ストット | 2009年9月1日 21:49   | 2009年9月1日 04:24   | 6時間35分 |  |
| 131. | STS-128 EVA 1          | 左舷の空のアンモニアタンクの交換の準備をした。コロンバス外側のMISSE-6とEuTEF実験が回収されてスペースシャトルのペイロードベイに積み込まれ、地球に持ち帰られた（ストットは船外活動を行った9人目のアメリカ人女性、10人目の女性となった。）                   |                      |                      |           |  |
| 132. | STS-128 EVA 2          | ジョン・オリヴァス クリステル・フォーグレサング | 2009年9月3日 22:13   | 2009年9月3日 04:51   | 6時間39分 |  |
| 132. | STS-128 EVA 2          | スペースシャトルのペイロードベイの新しいアンモニアタンクを使用済みのものと交換した。重さ約820kgの新しいタンクは、これまでの船外活動で移動させた最重量物となった。                                                                                         |                      |                      |           |  |
| 133. | STS-128 EVA 3          | ジョン・オリヴァス クリステル・フォーグレサング | 2009年9月5日 20:39   | 2009年9月6日 03:40   | 7時間1分  |  |
| 133. | STS-128 EVA 3          | トランスクウィリティーの設置が予定されている右舷のトラストユニティへのケーブルの取付け等、トランスクウィリティーの到着に備えた準備がされた。通信センサーの交換、2つの新しいGPSアンテナの取付け、S3トラスのPASの展開、回路遮断器の交換等も行われた。       |                      |                      |           |  |
|      |                        | |                      |                      |           |  |
| 134. | STS-129 EVA 1          | マイケル・フォアマン ロバート・サッチャー | 2009年11月19日 14:24 | 2009年11月19日 21:01 | 6時間37分 |  |
| 134. | STS-129 EVA 1          | トラスに予備のアンテナが設置され、ユニティのアンモニアラインにブラケットが取り付けられた。Mobile Base SystemのPayload Orbital Replacement Unit Attachment Deviceと日本のロボットアームに潤滑油が注入された。S3トラスのPayload Attach Systemが展開された。 |                      |                      |           |  |
| 135. | STS-129 EVA 2          | マイケル・フォアマン ランドルフ・ブレスニク | 2009年11月21日 14:31 | 2009年11月21日 20:39 | 6時間8分  |  |
| 135. | STS-129 EVA 2          | コロンバスにGATOR (Grappling Adaptor to On-Orbit Railing)ブラケットが設置され、追加のアマチュア無線用アンテナが設置された。ISSの周りの電位を記録するFloating Potential Measurement Unitが移動された。                                                     |                      |                      |           |  |
| 136. | STS-129 EVA 3          | ロバート・サッチャー ランドルフ・ブレスニク | 2009年11月23日 13:24 | 2009年11月23日 19:06 | 5時間42分 |  |
| 136. | STS-129 EVA 3          | クエストに新しい高圧ガスタンクが設置された。ELC-2にMISSE-7Aと7Bが設置された。船外保管プラットフォームに2つの流星塵シールドが設置された。カナダアーム2末端のカメラの絶縁カバーが外された。                                                                 |                      |                      |           |  |

## 2010年
|      | ミッション             | 船外活動者 | 開始(UTC)            | 終了(UTC)            | 所要時間  |  |
| 137. | 第22次長期滞在 EVA 1 * | オレッグ・コトフ マクシム・スラエフ | 2010年1月14日 10:05  | 2010年1月14日 15:49  | 5時間44分 |  |
| 137. | 第22次長期滞在 EVA 1 * | 将来のミニ・リサーチ・モジュール2とのドッキングに備えた準備が行われた。 |                      |                      |           |  |
|      |                        | |                      |                      |           |  |
| 138. | STS-130 EVA 1          | ロバート・ベーンケン ニコラス・パトリック | 2010年2月12日 02:17  | 2010年2月12日 08:49  | 6時間32分 |  |
| 138. | STS-130 EVA 1          | トランクウィリティーが設置されるユニティの右舷の保護カバーが外された。デクスターの予備パーツがスペースシャトルからISSに運ばれた。ベーンケンとパトリックは、新しく設置したトランクウィリティーの起動のため、いくつかの配線を行った。 |                      |                      |           |  |
| 139. | STS-130 EVA 2          | ロバート・ベーンケン ニコラス・パトリック | 2010年2月14日 02:20  | 2010年2月14日 08:14  | 5時間54分 |  |
| 139. | STS-130 EVA 2          | ユニティ、ディスティニー、トランスクウィリティーの間にアンモニアポンプとコネクタが設置され、熱絶縁体のカバーが掛けられた。トランスクウィリティーの天底左舷でキューポラの移転のための準備が行われ、トランスクウィリティーの外側に手すりが設置された。 |                      |                      |           |  |
| 140. | STS-130 EVA 3          | ロバート・ベーンケン ニコラス・パトリック | 2010年2月17日 02:15  | 2010年2月17日 08:03  | 5時間48分 |  |
| 140. | STS-130 EVA 3          | ユニティとトランスクウィリティーの間に追加のアンモニアポンプが設置された。キューポラの打上げ時ロックが外された。トランスクウィリティーの外側に追加の手すりが設置され、ザーリャの外側にPDGFを設置する準備としてユニティとS0トラスにケーブルが設置された。 |                      |                      |           |  |
|      |                        | |                      |                      |           |  |
| 141. | STS-131 EVA 1          | リチャード・マストラキノ クレイトン・アンダーソン | 2010年4月9日 05:31   | 2010年4月9日 11:58   | 6時間27分 |  |
| 141. | STS-131 EVA 1          | 新しいアンモニアタンクをスペースシャトルのペイロードベイから一時的な仮置き場に移し、S1トラスの古いアンモニアタンクの流体ラインを外した。きぼうの外側から、日本の種子実験を回収し、地球に持ち帰った。S0トラスの故障したジャイロスコープを交換した。ハーモニーのCBM天頂の窓を開けられ、P1トラスのFlex Hose Rotary Coupler (FHRC)の打上げ時制限のボルトが外された。 |                      |                      |           |  |
| 142. | STS-131 EVA 2          | リチャード・マストラキノ クレイトン・アンダーソン | 2010年4月11日 05:20  | 2010年4月11日 12:56  | 7時間26分 |  |
| 142. | STS-131 EVA 2          | 古いアンモニアタンクがS1トラスから除去され、新しいタンクと交換された。タンクへの電源の接続が行われたが、流体ラインは、トラスにタンクを保持するボルトに問題が発生したため、時間的な制約により次回の船外活動で行われることとなった。古いタンクは一時的な仮置き場に移され、また将来のスペースシャトルのミッションのために足の拘束具の位置が移動された。 |                      |                      |           |  |
| 143. | STS-131 EVA 3          | リチャード・マストラキノ クレイトン・アンダーソン | 2010年4月13日 06:14  | 2010年4月13日 12:36  | 6時間24分 |  |
| 143. | STS-131 EVA 3          | 新しいアンモニアタンクに流体ラインが接続され、古いタンクはスペースシャトルのペイロードベイに移されて地球に持ち帰られた。必要のなくなったクエストの流星塵シールドは、多目的補給モジュールの内部に入れて地球に持ち帰られた。Z1トラスは、次のスペースシャトルのミッションで予備のアンテナが取り付けられる準備がされた。足の拘束具は、将来の船外活動に備えて移動された。古いアンモニアタンクをペイロードベイに取り付ける際に発生した問題による時間の制約のため、コロンバス外部のキャリアプレートの除去は延期された。                                           |                      |                      |           |  |
|      |                        | |                      |                      |           |  |
| 144. | STS-132 EVA 1          | ギャレット・リーズマン ステファン・ボーエン | 2010年5月17日 11:54  | 2010年5月17日 19:19  | 7時間25分 |  |
| 144. | STS-132 EVA 1          | Z1トラスのKu帯アンテナが設置された。デクスターに新しい道具のプラットフォームが設置された。 |                      |                      |           |  |
| 145. | STS-132 EVA 2          | ステファン・ボーエン マイケル・グッド | 2010年5月19日 10:38  | 2010年5月19日 17:47  | 7時間9分  |  |
| 145. | STS-132 EVA 2          | アトランティスのセンサ付検査用延長ブームが修理された。P6トラスのバッテリーが交換された。Ku帯アンテナのジンバルロックが解除された。 |                      |                      |           |  |
| 146. | STS-132 EVA 3          | マイケル・グッド ギャレット・リーズマン | 2010年5月21日 10:27  | 2010年5月21日 17:13  | 6時間46分 |  |
| 146. | STS-132 EVA 3          | P6トラスのバッテリーが交換された。P4/P5トラスにアンモニアのジャンパーが設置された。アトランティスのペイロードベイから予備のPDGFが取り出され、クエストのエアーロック内に保管された。ISS外側の道具箱内の道具が補充された。 |                      |                      |           |  |
|      |                        | |                      |                      |           |  |
| 147. | 第24次長期滞在 EVA 1 * | フョードル・ユールチキン ミハイル・コルニエンコ | 2010年7月27日 04:11  | 2010年7月27日 10:53  | 6時間42分 |  |
| 147. | 第24次長期滞在 EVA 1 * | ズヴェズダ後部のドッキングポートのATVドッキングカメラが交換され、ミニ・リサーチ・モジュール1をロシアのコンピュータシステムに接続するため、ズヴェズダからザーリャ、ザーリャからミニ・リサーチ・モジュール1にケーブルが繋がれた。 |                      |                      |           |  |
| 148. | 第24次長期滞在 EVA 2   | ダグラス・ウィーロック トレイシー・コールドウェル | 2010年8月7日 11:19   | 2010年8月7日 19:22   | 8時間3分  |  |
| 148. | 第24次長期滞在 EVA 2   | S1トラスの故障したアンモニアポンプを交換する努力が行われたが、故障したポンプから外さなければならない最終ラインからアンモニアが漏れていたため、計画は部分的にしか実行されず、アンモニアが流入しないようベークアウトするために、追加の時間が必要となった。これは、ISSからの船外活動としては最長となり、歴史上全ての船外活動としても6番目に長いものとなった。 |                      |                      |           |  |
| 149. | 第24次長期滞在 EVA 3   | ダグラス・ウィーロック トレイシー・コールドウェル | 2010年8月11日 12:27  | 2010年8月11日 19:53  | 7時間26分 |  |
| 149. | 第24次長期滞在 EVA 3   | S1からの故障したポンプの回収が完了し、ポンプの交換のための準備が行われた。 |                      |                      |           |  |
| 150. | 第24次長期滞在 EVA 4   | ダグラス・ウィーロック トレイシー・コールドウェル | 2010年8月16日 10:20  | 2010年8月16日 17:40  | 7時間20分 |  |
| 150. | 第24次長期滞在 EVA 4   | S1トラスへの予備のアンモニアポンプの設置が完了した。 |                      |                      |           |  |
|      |                        | |                      |                      |           |  |
| 151. | 第25次長期滞在 EVA 1 * | フョードル・ユールチキン オレグ・スクリポチカ | 2010年11月15日 14:55 | 2010年11月15日 21:22 | 6時間27分 |  |
| 151. | 第25次長期滞在 EVA 1 * | ズヴェズダに持ち運び型多目的ワークステーション、ミニ・リサーチ・モジュール2とズヴェズダ、ザーリャの間に支柱、ピアースに手すり、ミニ・リサーチ・モジュール2にSKK #1-M2カセットが設置された。ズヴェズダの持ち運び型多目的ワークステーションからPlasma Pulse Injector Science hardwareとExpose-R、ミニ・リサーチ・モジュール1からKontur science hardware (ROKVISS)とテレビカメラが撤去された。ISSのロシア画分の絶縁体の下で微生物汚染の試験が行われた Cosmonauts failed to relocate TV camera due to interference from insulation at installation location.。 |                      |                      |           |  |

## 2011年
|      | ミッション             | 船外活動者 | 開始(UTC)           | 終了(UTC)           | 所要時間  |
| 152. | 第26次長期滞在 EVA 1 * | ドミトリー・コンドラティェフ オレグ・スクリポチカ | 2011年1月21日 14:29 | 2011年1月21日 19:52 | 5時間23分 |
| 152. | 第26次長期滞在 EVA 1 * | ズヴェズダの天底に実験的な通信アンテナを設置した。故障したプラズマパルス発生器と材料曝露実験をズヴェズダから回収した。ミニ・リサーチ・モジュール1にドッキングカメラを設置した。 |                     |                     |           |
| 153. | 第26次長期滞在 EVA 2 * | ドミトリー・コンドラティェフ オレグ・スクリポチカ | 2011年2月16日 13:30 | 2011年2月16日 18:21 | 4時間51分 |
| 153. | 第26次長期滞在 EVA 2 * | ズヴェズダに地球の地震と雷を観測する装置を設置した。ザーリャ外側から2つの材料曝露実験パネルを回収した。足の拘束具を投棄した。 |                     |                     |           |
|      |                        | |                     |                     |           |
| 154. | STS-133 EVA 1          | ステファン・ボーエン アルヴィン・ドリュー | 2011年2月28日 15:46 | 2011年2月28日 22:20 | 6時間34分 |
| 154. | STS-133 EVA 1          | ユニティとトランスクウィリティーの間に延長電源コードが設置された。8月に交換された故障したアンモニアポンプが一時的な仮置き場から船外保管プラットフォーム2に移動された。新しく設置されるELC-4のため、S3トラスのカメラの下にくさびが設置された。ロボットアームをトラスに沿って移動するための起動車の誘導装置が交換された。太陽を追うように太陽電池を回転させる誘導装置が右舷のSolar Alpha Rotary Joint (SARJ)から撤去された。日本の教育ペイロードのために、特殊なボトルを宇宙の真空で「満たした」。このボトルは公共の博物館で展示されている。 |                     |                     |           |
| 155. | STS-133 EVA 2          | ステファン・ボーエン アルヴィン・ドリュー | 2011年3月2日 15:42  | 2011年3月2日 21:56  | 6時間14分 |
| 155. | STS-133 EVA 2          | ドリューはプラットフォームの熱絶縁体を外し、ボーエンはコロンバスからブラケットを外した。ボーエンはデクスターにカメラを設置し、絶縁体を除去した。ドリューはカーゴにライトを設置し、トラスのバルブから除去された熱絶縁体を修理した。 |                     |                     |           |
|      |                        | |                     |                     |           |
| 156. | STS-134 EVA 1          | アンドリュー・フォイステル グレゴリー・シャミトフ | 2011年5月20日 07:10 | 2011年5月20日 13:29 | 6時間19分 |
| 156. | STS-134 EVA 1          | MISSE 7実験の2つの試験体が回収され、MISSE 8の新しいパッケージがELC-2に設置された。トラスの左舷にの間にアンモニアの補給のためのジャンパーが設置された。アンモニア補給器から窒素の排気が行われた。ELCとの無線通信を可能とする追加の無線アンテナのデスティニーへの設置が開始されたが、シャミトフの宇宙服の二酸化炭素センサーが不具合を起こしたため、途中で切り上げられた。 |                     |                     |           |
| 157. | STS-134 EVA 2          | アンドリュー・フォイステル マイケル・フィンク | 2011年5月22日 6:05  | 2011年5月22日 14:12 | 8時間07分 |
| 157. | STS-134 EVA 2          | P6 (P5)トラスのラジエーターがアンモニアで満たされた。アンモニアシステムの排気が完了し、右舷のSARJとデクスターの一部に潤滑油が注入された。この船外活動において、2本の腕を持つISSのロボットアームは、繊細な組立て作業をこなすことができた。フィンケは左舷のラジエーターにgrapple barを取り付けた。 |                     |                     |           |
| 158. | STS-134 EVA 3          | アンドリュー・フォイステル マイケル・フィンク | 2011年5月25日 05:43 | 2011年5月25日 12:37 | 6時間54分 |
| 158. | STS-134 EVA 3          | ザーリャにgrapple fixtureが取り付けられた。ISSのロシア画分に電源を供給する冗長系のケーブルが設置された。以前の船外活動で完了しなかった無線ビデオシステムの設置が完了した。 |                     |                     |           |
| 159. | STS-134 EVA 4          | マイケル・フィンク グレゴリー・シャミトフ | 2011年5月27日 04:15 | 2011年5月27日 11:39 | 7時間24分 |
| 159. | STS-134 EVA 4          | スペースシャトルのセンサ付き検査用延長ブームがトラスの右側に保管された。次にトラスの左側から鉤を回収し、ブームの先端に付いているものと交換した。デクスターの予備の腕の制限を解除し、クエストの予備のガスタンクの熱絶縁体を交換した。PMMの到着によって、ISSのアメリカ画分は完成した。 |                     |                     |           |
|      |                        | |                     |                     |           |
| 160. | 第28次長期滞在 EVA 1   | ロナルド・ギャラン マイケル・フォッサム | 2011年7月12日 13:22 | 2011年7月12日 19:53 | 6時間31分 |
| 160. | 第28次長期滞在 EVA 1   | スペースシャトルがISSのドッキングしながらの船外活動としては最後のものとなった。しかし、この回はスペースシャトルの乗組員ではなくISSの乗組員によって船外活動が行われた。故障したポンプを検査のためにスペースシャトルで地球に送り返す必要があったために行われた。また、Robotic Refueling Mission実験の設置とMISSE 8実験の完全な展開が行われた。 |                     |                     |           |
| 161. | 第28次長期滞在 EVA 2   | セルゲイ・ヴォルコフ アレクサンドル・サマクチャイエフ | 2011年8月3日 14:50  | 2011年8月3日 21:13  | 6時間23分 |
| 161. | 第28次長期滞在 EVA 2   | 最大100 MB/sでズヴェズダからロシアの科学データを送信するレーザー通信装置が設置された。学生実験用の小型衛星Radioskaf-Vが展開され、ミニ・リサーチ・モジュール2のドッキング用のアンテナが除去されISSに戻された。ピアース外部の手すりにBIORISK実験装置が設置された。機能が低下したアンテナについて、地上で原因を究明する技術者のために写真が撮影された。STEAL-1カーゴブームを移動する作業は、時間の制約のため中止となった。 |                     |                     |           |

## 2012年
|      | ミッション             | 船外活動者 | 開始(UTC)                 | 終了(UTC)                 | 所要時間  |
| 162. | 第30次長期滞在 EVA 1 * | オレグ・コノネンコ アントン・シュカプレロフ | 2012年2月16日 14:31       | 2012年2月16日 20:46       | 6時間15分 |
| 162. | 第30次長期滞在 EVA 1 * | ピアースの離脱の準備のために、ストレラのクレーンがミニ・リサーチ。モジュール2に移動された。さらに材料を宇宙空間に曝露する実験モジュールも除去され、Vynoslivost Sample ExperimentがMRM2の手すりに設置された。TEST実験の2つのハードウェアのうち1つが設置された。ズヴェズダに5つの流星塵シールドを取り付ける計画は、次の船外活動に延期された。                         |                           |                           |           |
| 163. | 第32次長期滞在 EVA 1 * | ゲンナジー・パダルカ ユーリ・マレンチェンコ | 2012年8月20日 15:37       | 2012年8月20日 21:28       | 5時間51分 |
| 163. | 第32次長期滞在 EVA 1 * | 新しい多目的実験モジュールの到着に備え、ピアースが離脱するために、ストレラ2の望遠ブームがピアースからザーリャに移動された。ズヴェズダに流星塵シールドが設置された。地上管制室が追跡試験のために用いる小型衛星が展開された。エアーロックの梯子に支柱が追加され、Bioriskサンプルの容器が取り外された。蝶番のため閉まらず失敗に終わった別の材料曝露容器も回収された 。 |                           |                           |           |
| 164. | 第32次長期滞在 EVA 2   | スニータ・ウィリアムズ 星出彰彦 | 2012年8月30日 12:16       | 2012年8月30日 20:33       | 8時間17分 |
| 164. | 第32次長期滞在 EVA 2   | この船外活動の主な目的は、2011年10月の準備段階で故障の兆候が出ていたMain Bus Switching Unit (MBSU) 1を交換することである。さらに、ロシアの新しいモジュールナスカの設置の準備として、いくつかのケーブルの配線が行われた。 |                           |                           |           |
| 165. | 第32次長期滞在 EVA 3   | スニータ・ウィリアムズ 星出彰彦 | 2012年9月5日 11:15 (計画) | 2012年9月5日 17:45 (計画) | 6時間28分 |
| 165. | 第32次長期滞在 EVA 3   | |                           |                           |           |

*は、オーラン宇宙服を来てピアースから行われたものである。

^は、オーラン宇宙服を来てミニ・リサーチ・モジュール2から行われたものである。

†は、スペースシャトルのエアーロックから行われたものである。

その他は全てクエストから行われたものである。

ISSからの船外活動とスペースシャトルからの船外活動は分けて記載されている。
| A photograph of a long, white mechanical arm stretching out above a mostly blue planet displaying white clouds and brown terrain all under a black expanse | A photograph of a person in a white suit with a rectangular blue patch with a yellow cross on it on his left shoulder all in front of a blue-and-white background | A photograph of a man in a white suit looking at the viewer and waving with his right hand while gripping a brown bar with his left hand | A photograph of a man in a white suit attached to a silver mechanical object by way of a cord labelled "2.8" in black letters on a white tag |
| STS-114で3度目の船外活動を行うスティーブン・ロビンソン | STS-116で2度目の船外活動を行うクリステル・フォーグレサング | STS-117の3度目の船外活動でパトリック・フォレスターに手を振るスティーヴン・スワンソン                                                     | STS-123で3度目の船外活動を行うロバート・ベーンケン                                                                                           |